# Bob Lurtsema
Robert Ross Lurtsema (Grand Rapids, 29 marzo 1942) è un ex giocatore di football americano statunitense che gioca nel ruolo di defensive end per undici stagioni nella National Football League (NFL). Al college ha giocato a football alla Western Michigan University.

## Carriera professionistica
Lurtsema iniziò la carriera nel football professionistico nel 1967 con i New York Giants, squadra con cui rimase fino alla stagione 1971. Dopo essere stato tagliato, Bob dal 1972 divenne uno dei volti più famosi della difesa dei Minnesota Vikings soprannominata "Purple People eaters", fama dovuta però più alle proprie imprese fuori dal campo che non nel football giocato. Lurtsema si guadagnò infatti il soprannome di "Benchwarmer Bob" ("Scaldapanchina Bob") divenendo una piccola celebrità come testimonial di una catena bancaria locale e partecipando a decine di spot pubblicitari come "Benchwarmer Bob". Lurtsema coi Vikings raggiunse anche due Super Bowl, entrambi perduti (il Super Bowl VIII nel 1974 e il Super Bowl IX nel 1975). Lurtsema alla fine fu scambiato con la neonata franchigia dei Seattle Seahawks nel 1976 insieme a una scelta del quarto giro in cambio del wide receiver Ahmad Rashād. A Seattle disputò due stagioni come titolare prima di venire tagliato e di ritirarsi.

## Statistiche
| Partite totali   | 144 |
| Intercetti fatti | 1   |